# 冈格阿拉姆普尔
冈格阿拉姆普尔（Gangarampur），是印度西孟加拉邦Dakshin Dinajpur县的一个城镇。总人口53548（2001年）。

## 人口
该地2001年总人口53548人，其中男性27789人，女性25759人；0—6岁人口7178人，其中男3668人，女3510人；识字率67.19%，其中男性为73.17%，女性为60.74%。